# Lato destro del cuore
"Lato destro del cuore" é uma canção gravada pela cantora e compositora italiana Laura Pausini para o seu décimo-segundo álbum de estúdio, Simili (2015). Escrita por Biagio Antonacci e produzida pela própria Pausini junto com Paolo Carta, Davide Rossi e Rik Simpson, a canção foi lançada como primeiro single do álbum em 25 de setembro de 2015, pela Warner Music.

## Escrita e produção
"Lato desto del cuore" foi escrita por Biagio Antonacci, letrista que já trabalha com Laura Pausini há muito tempo - ele também escreveu "Vivimi" e "Tra te e il mare". A faixa foi produzida por Pausini, Paolo Carta, Davide Rossi e co-produzida por Rik Simpson, produtor musical ganhador do Grammy com Coldplay.

Biagio tem um dom especial para ver através de mim e me trazer, quando menos se espera, a canção perfeita, capaz de fotografar a maior parte do momento que eu estou vivendo. Foi o que aconteceu com "Vivimi", com "Tra te e il mare" e magicamente com "Lato destro del cuore". Quando nascemos, damos início à nossa jornada em busca do amor, da serenidade e da felicidade. Nós criamos nosso próprio destino, através das oportunidades que a vida nos oferece todos os dias.

## Lançamento
Em agosto de 2015, Laura Pausini anunciou através de seu perfil no microblogging Twitter que estava gravando uma nova canção "incomum", escrita por seu amigo Biagio Antonacci. No dia 1º de setembro, a cantora italiana anunciou que a primeira canção de trabalho de Simili seria lançado no dia 25 do mesmo mês. O anúncio foi feito através de uma publicação na rede social Facebook, em cinco idiomas diferentes (italiano, português, espanhol, francês e inglês). Porém, o título da canção não foi divulgado. O site All Music Italia, porém, revelou que a cantora italiana havia convidado o premiado produtor Rik Simpson, para trabalhar junto com ela em seu novo projeto.

## Gravação e composição
"Lato destro del cuore" é uma balada escrita e cantada de forma direta.

## Recepção da crítica
Massimiliano Longo, do site All Music Italia, afirma que Laura Pausini reflete seu "aperfeiçoamento artístico [na canção] com grande consistência", resultado dos seus vinte anos de sucesso. Giovanni Pirri, do AllInfo.it, afirma que o single "não só tem capacidade de ser interpretado pela alma de Laura, mas também deverá permanecer gravado na história da música italiana".

## Prêmios
| Ano  | Prêmio        | Categoria                         | Resultado   |
| ---- | ------------- | --------------------------------- | ----------- |
| 2016 | Grammy Latino | Música do ano *versão em espanhol | Concorrendo |

## Desempenho nas paradas
No mesmo dia do seu lançamento, em 25 de setembro de 2015, a canção, depois de algumas horas, entrou na lista de mais vendidos do iTunes na Itália, ocupando o topo da parada após algumas horas. A versão em espanhol, "Lado Derecho del Corazón", atingiu a décima nona posição da parada do iTunes no país. Da mesma forma, o single alcançou a lista do iTunes de outros países. No Brasil, "Lato destro del cuore" ficou listado na sexta posição do iTunes, enquanto a versão em espanhol da canção atingiu a septuagésima primeira colocação da lista. "Lato destro del cuore" estreou na parada oficial da Itália ocupando a terceira posição.
A versão espanhola da canção, "Lado Derecho del Corazón", estreou na parada da Espanha ocupando a 97ª posição. Na semana seguinte, a canção saltou para a 15ª posição no país.

## Lista de faixas
- Download digital

1. "Lato destro del cuore" – 3:52

- Download digital (espanhol)

1. "Lado Derecho del Corazón" – 3:52

## Paradas e certificações
| Parada (2015)                    | Melhor posição |
| -------------------------------- | -------------- |
| Costa Rica (IFPI)                | 1              |
| Espanha (PROMUSICAE)             | 15             |
| Estados Unidos (Latin Pop Songs) | 26             |
| Itália (FIMI)                    | 3              |
| México (Espanol Airplay)         | 17             |

| País                                | Certificação | Vendas  |
| ----------------------------------- | ------------ | ------- |
| Itália (FIMI)                       | Ouro         | 25.000* |
| *informação baseada na certificação |              |         |